# フリーチベットin名古屋デモ
フリーチベットin名古屋デモ（フリーチベットいんなごやデモ）は、2008年4月19日に愛知県名古屋市で行われたデモ活動。
同年3月に発生したチベット蜂起を受けて、インターネット掲示板2ちゃんねるやミクシィを通じて開催が呼びかけられ、当日は関東や関西からの参加者も含めて約500名がデモに参加した。